# Вільямстаун (Массачусетс)
Вільямстаун (англ. Williamstown) — місто (англ. town) в США, в окрузі Беркшир штату Массачусетс. Населення — 7513 особи (2020).

## Демографія
Згідно з переписом 2010 року, у місті мешкали 7754 особи в 2542 домогосподарствах у складі 1548 родин. Було 3074 помешкання
Расовий склад населення:
| - 87,5 % — білих - 5,2 % — азіатів - 2,9 % — чорних або афроамериканців - 0,1 % — вихідців з тихоокеанських островів - 0,1 % — корінних американців - 1,0 % — осіб інших рас |

До двох чи більше рас належало 3,3 %. Частка іспаномовних становила 4,1 % від усіх жителів.
За віковим діапазоном населення розподілялося таким чином: 13,4 % — особи молодші 18 років, 66,0 % — особи у віці 18—64 років, 20,6 % — особи у віці 65 років та старші. Медіана віку мешканця становила 37,4 року. На 100 осіб жіночої статі у місті припадало 87,3 чоловіків;  на 100 жінок у віці від 18 років та старших — 85,5 чоловіків також старших 18 років.
Середній дохід на одне домашнє господарство  становив 102 463 долари США (медіана — 77 340), а середній дохід на одну сім'ю — 127 381 долар (медіана — 103 690). Медіана доходів становила 71 791 долар для чоловіків та 60 000 доларів для жінок. За межею бідності перебувало 11,5 % осіб, у тому числі 12,1 % дітей у віці до 18 років та 5,9 % осіб у віці 65 років та старших.
Цивільне працевлаштоване населення становило 3637 осіб. Основні галузі зайнятості: освіта, охорона здоров'я та соціальна допомога — 53,4 %, мистецтво, розваги та відпочинок — 14,4 %, науковці, спеціалісти, менеджери — 10,3 %.

## Персоналії
- Керол Голлувей (1892 — 1979) — американська актриса з епохи німого кіно.